# Вълчо Банов
Хаджи Вълчо Банов е български търговец, ктитор на Зографския манастир и на Хилендарския манастир, брат на Паисий Хилендарски.

## Биография
Родом е от Банско. Занимава се с търговия и превозва стоки чак до Виена и Кавала. Прави три поклоннически пътувания до Божи Гроб. Дарител за строежи на ханове и мостове. През 1756 г. посещава Хилендарския манастир, чийто игумен е брат му Лазар с монашеското име Лаврентий, и дава пари за обновяването на параклиса „Св. Иван Рилски" (стенописта там включва негов портрет).
Прави щедри дарения и на Зографския манастир – обновява източното крило с жилищните помещения (1757) и изгражда църквата „Успение Богородично“ (1764).
В края на живота си се оттегля в Зограф, замонашва се с иноческото име Пафнутий и се заселва в манастирския скит Черни вир. Точната година на смъртта му е неизвестна.
Хаджи Вълчо е имал трима сина: Никола, Георги и Йован. С тях на няколко пъти е ходил в Света гора да навести братята си монаси и да подпомага с парични средства манастирите. Никола и Георги Хадживълчеви продължават рода, а Йован не е оставил потомство.

## Изследвания
- Василиев, Асен Ктиторски портрети. София, 1960, 236 – 238.
- Прашков, Любен Стенописите на параклиса „Св. Иван Рилски“ от 1757 г. в Хилендарския манастир. – Кирилометодиевски студии, 3, 1986, 180 – 190, обр. 1 – 19.
- Бояджиева, Е. Банско и Атон: Мисията на хаджи Вълчо, брата на Паисий Хилендарски, на прага на Българското възраждане. С., 2002.